# Новонікольське (Шарлицький район)
Новоні́кольське (рос. Новоникольское) — село у складі Шарлицького району Оренбурзької області, Росія.

## Населення
Населення — 255 осіб (2010; 339 у 2002).
Національний склад (станом на 2002 рік):
- росіяни — 77 %